# Гальєго (футбольний клуб)
Спортивна група «Гальєго» або просто Гальєго (ісп. Deportivo Centro Gallego) — кубинський футбольний клуб з міста Гавана. Виступав у національному чемпіонаті Куби з футболу, виграв його вісім разів, завдяки чому залишається другим найуспішнішим клубом в історії кубинського футболу, після «Вілья-Клари».

## Історія
Заклад бере свій початок від галісійських іммігрантів, які створили Галісійське природне благодійне товариство 21 січня 1872 року в Гавані, що дало початок різноманітним культурним і спортивним установам, таким як створеним у 1878 році «Галісійського центру» в Гавані, школи в 1880 році, центру вивчення, бібліотеки, спортивного закладу.
Команда вісім разів вигравало національний чемпіонат Куби (1931, 1932, 1937, 1938, 1939, 1940, 1945, 1947). Окрім цього, у 1951 і 1954 роках брав участь у професіональному чемпіонаті Куби, паралельному чемпіонаті який проводився 7 разів. «Гальєго» залишався одним із найсильніших клубів тогочасної Америки, гастролював по всьому світу, зокрема й у Південній та Центральній Америці в 1937 році протягом чотирьох місяців, в якому вони грали проти найкращих команд із таких країн, як Колумбія або Коста-Рика. Вони також брали участь у Міжнародному турнірі Калі, організованому на честь 400-річчя заснування Калі, разом з «Індепендьєнте Рівадавія», Аргентина, «Депортіво Калі», Колумбія, «Селессьйон Халіско», Мексика та «Амбато», Еквадор, серед інших. Сентро Гальєго виграв турнрі, хоча в поєдинку проти мексиканців один із гравців «галісійців» Серхіо Алонсо отримав удар, який відправив його до лікарні, де футболіст невдовзі й помер. У 1938 році в Гавані «Гальєго» з рахунком 3:0 переміг Еускаді.
Серед видатних гравців клубу були костариканець Алехандро Морера Сото, який був першим костаріканцем, який виступав за кордоном, колумбієць Роберто Мелендес та аргентинець Амадео Коланджело. Також виділявся Маріо Лопес, визначна фігура збірної Куби з футболу 1930-х років. Але найвідомішим гравцем команди був Хуан Туньяс, тричі найкращий бомбардир національного чемпіонату з «Сентро Гальєго», а багато хто вважає його найкращим кубинським футболістом усіх часів. Деякі з футболістів збірної Куби, яка грала на чемпіонаті світу 1938 року, належали до «Сентро Гальєго», зокрема вже згаданий Туньяс або Мануель Чоренс.
Принциповим суперником «Гальєго» залишався «Хувентуд Астуріана» з Гавани.

## Досягнення
- Національний чемпіонат Куби з футболу
  -  Чемпіон (8): 1931, 1932, 1937, 1938, 1939, 1940, 1945, 1947